# Zgornja Draga
Zgornja Draga este o localitate din comuna Ivančna Gorica, Slovenia, cu o populație de 131 de locuitori.